# Beauchamps-sur-Huillard

Beauchamps-sur-Huillard este o comună în departamentul Loiret din centrul Franței. În 1 ianuarie 2022 avea o populație de 402 de locuitori.